# Museu de Geociências da Amazônia
O Museu de Geociências da Amazônia ou Museu de Geociências da Universidade Federal do Pará, é um museu universitário brasileiro especializado em geociências, localizado na cidade de Belém, Pará. Seu objetivo é atender estudantes, pesquisadores, e divulgar o conhecimento científico na área de geociências junto à comunidade local.

## Histórico
O Museu de Geociências da Amazônia começou a ser idealizado em 1973 pelo professor Manuel Gabriel Siqueira Guerreiro, que ao chegar ao Departamento de Geologia da Universidade Federal do Pará (UFPA), criou uma pequena coleção de minerais. Em 1978, a coleção contava já com cerca de 300 peças, sob a guarda do professor Marcondes Lima da Costa, que havia sido estudante de Geologia na instituição. Esta coleção foi o embrião do acervo do museu, o qual só seria inaugurado em 21 de dezembro de 1984 com auxílio do Conselho Nacional de Desenvolvimento Científico e Tecnológico (CNPQ), comemorando os 20 anos de implantação do curso de Geologia da UFPA e a recente criação do Centro de Geociências.

## Acervo
O acervo é composto por quatro coleções principais:
- Coleção UnB: 17 amostras mineralógicas
- Coleção Fernando de Noronha: 12 amostras mineralógicas
- Coleção Wards: 400 amostras mineralógicas
- Acervo Geral: 1443 amostras mineralógicas

## Visitação
O museu recebe visitas guiadas, mas é necessário fazer contato antes, por telefone ou e-mail. Não é cobrada entrada.